# The Chinese University of Hong Kong
The Chinese University of Hong Kong (kinesiska: 香港中文大學) är ett universitet i Hongkong (Kina). Det ligger i den norra delen av Hongkong. 
Universitetet har drygt 18 000 studenter (2020) och placerade sig på 46:e plats 2020 i QS Universitetsvärldsrankning över världens bästa universitet.